# Дикав, Пол
Пол Дикав (англ. Paul Dickov; род. 1 ноября 1972, Глазго) — шотландский футболист, играющий на позиции нападающего, позднее — футбольный тренер. Известен выступлением за клубы «Манчестер Сити» и «Вулверхэмптон Уондерерс». Выступал за национальную сборную Шотландии, сыграв десять матчей и забив один гол.

## Карьера
Пол родился в Ливингстоне, Западный Лотиан и начал играть в футбол в возрасте девяти лет, играя за свою местную команду до 11 лет — «Ливингстон Юнайтед». Пол продолжал играть в «Ливингстон Юнайтед» и следующие годы, пока, играя в команде до 13 лет, не попался на глаза скауту лондонского «Арсенала» — Малкольму Макгрегору. Дикав присоединился к юношеским рядам «Арсенала» в 1989 году, а затем был повышен до первого состава в 1990 году. При Джордже Грэме шансы для Дикова были не очень велики; поскольку он изо всех сил пытался ворваться в команду «Арсенала», которая и так была богата талантами таких игроков, как Иан Райт. Тем не менее, Пол помог клубу выиграть Кубок обладателей Кубков УЕФА в 1994 году, и был членом команды «Арсенала», в течение первого сезона Премьер-лиги. Будучи на «Хайбери», он побывал в нескольких арендах, а именно в «Лутон Таун» и «Брайтон энд Хоув Альбион». Он покинул «Арсенал» в 1996 году, сыграв 26 матчей во всех соревнованиях, забив семь мячей.